# Grézieux-le-Fromental
Grézieux-le-Fromental település Franciaországban, Loire megyében. Lakosainak száma 253 fő (2022. január 1.). Grézieux-le-Fromental Boisset-lès-Montrond, Chalain-le-Comtal, L’Hôpital-le-Grand, Précieux és Savigneux községekkel határos.

## Népesség
A település népességének változása:
| Lakosok száma | 89   | 83   | 115  | 110  | 163  | 204  | 233  | 254  | 254  | 253  |
|               | 1968 | 1982 | 1990 | 2006 | 2013 | 2015 | 2017 | 2019 | 2020 | 2022 |